# Серогрудый азиатский трогон
Серогрудый азиатский трогон (лат. Harpactes whiteheadi), — вид птиц семейства трогоновые. Это эндемик острова Борнео. Один из крупнейших трогонов Борнео размером от 29 до 33 см. Имеет половой диморфизм. Этот вид был впервые описан Ричардом Боудлером Шарпом в 1888 году, который назвал его в честь британского исследователя и коллекционера Джона Уайтхеда. Подвидов не выделяют. Серогрудый азиатский трогон в первую очередь насекомоядный, но также питается растениями, фруктами и семенами. Международный союз охраны природы оценивает серогрудого азиатского трогона как вид, вызывающий наименьшие опасения. Потеря среды обитания является ключевой угрозой для этого вида.

## Классификация
Английский орнитолог Ричард Боудлер Шарп впервые описал серогрудого азиатского трогона в 1888 году, используя образец, собранный на горе Кинабалу, в малайзийском штате Сабах. Он дал ему научное название Harpactes whiteheadi. Молекулярные исследования показывают, что он наиболее тесно связан с филиппинским азиатским трогоном.

## Описание
Как и большинство трогонов, серогрудый азиатский трогон имеет половой диморфизм — самец значительно красочнее самки.

### Описание самца
У самца лоб, макушка, затылок и бока головы малинового цвета. Кожа вокруг глаз синяя. Остальная часть его верхней части тела коричневая. Горло чёрное, переходит в серую грудь. Остальные части тела малинового цвета. Хвост в основном белый снизу; выше, два центральных рулевых пера цвета корицы с широким чёрным кончиком, а остальные рулевые перья, в основном, чёрные. У самца серогрудого азиатского трогона синий клюв, розовато-коричневые ноги и ступни, а также красновато-коричневые радужки.

### Описание самки
Самка имеет такой же рисунок, но более тусклый, с корично-коричневым цветом, заменяющим малиновый у самца. Неполовозрелая самка похожа на взрослую, но вся её брюшная сторона равномерно окрашена, отсутствует чёрное горло взрослой особи и серая верхняя часть груди. У неё также меньше синего цвета на клюве.

## Голос
Серогрудый азиатский трогон поёт очень редко. Его песня представляет собой громкую серию из четырёх-пяти резких, медленных нот, равномерно распределённых и по-разному транскрибируемых как «kwau kwau kwau kwau», «wark wark wark wark», или «poop poop poop poop». У него также есть раскатистый «трепещущий» зов, за которым иногда следует громкое нисходящее «kekekeke».

## Распространение и среда обитания

### Распространение
Серогрудый азиатский трогон является эндемиком острова Борнео, где он встречается в горных районах на высоте от 900 до 2000 над уровнем моря.

### Среда обитания
Серогрудый азиатский трогон ограничен девственными лесами, предпочитает влажные долины.

## Поведение
Застенчивого и ненавязчивого серогрудого азиатского трогона легко не заметить, поскольку он тихо сидит на верхнем ярусе густого леса. Он ассоциируется со стаями смешанных видов.

### Питание
Как и все трогоны, серогрудый азиатский трогон питается в основном насекомыми, которых он ловит во время вылазки с насеста или собирает с листвы. Большая часть этой добычи довольно велика, включая кузнечиков, саранчу, палочников и листовых насекомых; однако ловятся такие маленькие насекомые, как муравьи. Он также ест фрукты, семена и другую растительную пищу. Хотя, он обычно садится прямо под кронами деревьев, обычно он охотится в подлеске. В смешанных стаях он обычно охотится на более низких уровнях, чем другие виды. Были найдены особи с камнями в желудке.

### Размножение
Очень мало известно об экологии размножения серогрудого азиатского трогона. Наблюдения за этим видом птиц показали, что они размножаются в конце марта и октябре. Последняя дата предполагает возможность множественных выводков или географических вариаций в период размножения. Известно, что гнездование происходит в апреле, птенцы вылупляются в июне в июне.

## Охранный статус
Международный союз охраны природы оценил серогрудого азиатского трогона как вид, вызывающий наименьшие опасения. Хотя его популяция не была определена количественно, считается, что она сокращается. Темпы снижения считаются медленными, установленными в диапазоне 1–9% на протяжении трёх поколений.